# Gravis (Typografie)
| ◌`                         | ◌`                   |
| Diakritische Zeichen       | Diakritische Zeichen |
| Bezeichnung                | Zeichen              |
| -------------------------- | -------------------- |
| Akut, einfach              | ◌́                    |
| Akut, doppelt              | ◌̋                    |
| Breve, darüber             | ◌̆                    |
| Breve, darunter            | ◌̮                    |
| Cedille, darunter          | ◌̧                    |
| Cedille, darüber           | ◌̒                    |
| Gravis, einfach            | ◌̀                    |
| Gravis, doppelt            | ◌̏                    |
| Haken                      | ◌̉                    |
| Hatschek                   | ◌̌                    |
| Horn                       | ◌̛                    |
| Komma, darunter            | ◌̦                    |
| Koronis                    | ◌̓                    |
| Makron, darüber            | ◌̄                    |
| Makron, darunter           | ◌̱                    |
| Mittelpunkt                | ·                    |
| Ogonek                     | ◌̨                    |
| Punkt, darüber             | ◌̇                    |
| Punkt, darunter            | ◌̣                    |
| Querstrich                 | ◌̶                    |
| Ring, darüber              | ◌̊                    |
| Ring, darunter             | ◌̥                    |
| diakritischer Schrägstrich | ◌̷                    |
| Spiritus asper             | ◌̔                    |
| Spiritus lenis             | ◌̓                    |
| Tilde, darüber             | ◌̃                    |
| Tilde, darunter            | ◌̰                    |
| Trema, darüber             | ◌̈                    |
| Trema, darunter            | ◌̤                    |
| Zirkumflex                 | ◌̂                    |

Der Gravis [ˈɡʀaːvɪs] (von lateinisch gravis „schwer“, „heftig“; accentus gravis; französisch accent grave; englisch grave [accent]), entsprechend seiner Zeichengestalt auch Abwärtsakzent,  ist ein diakritisches Zeichen, genauer ein Akzent zur Kennzeichnung einer besonderen Aussprache, Betonung oder Bedeutung eines Buchstabens. Es ist ein in Schreibrichtung schräg abfallender, kurzer Strich über dem Buchstaben (z. B. à, è) und somit in seiner Grundgestalt spiegelbildlich zum Akut. Der Gravis wird in verschiedenen Sprachen verwendet; die jeweilige Bedeutung unterscheidet sich dabei von Sprache zu Sprache. In der Informatik wird das alleinstehende Zeichen fachsprachlich als backtick oder backquote bezeichnet.

## Verwendung

### Griechisch
Der Gravis trat zuerst im 3. Jahrhundert v. Chr. im Altgriechischen auf (zusammen mit Akut und Zirkumflex), wo er βαρεῖα bareîa „Schwere“ genannt wurde. Im Neugriechischen ist er in der amtlichen Orthographie seit 1982 obsolet.

### Französisch
Heute kommt er insbesondere im Französischen vor und wird dort accent grave ([aksɑ̃ː ɡʀav]) genannt. Seine Bedeutung ist abhängig vom Vokal, auf dem er eingesetzt wird.
- à und ù treten nur in wenigen Fällen auf und haben in der Regel keine phonetische, sondern lediglich eine semantische Differenzierung zum Zweck. Wortbeispiele: a „[er/sie/es] hat“ – à „nach“, „je“, „zu“ oder ou „oder“ – où „wo“.
- è (Lautwert: [⁠ɛ⁠]) zeigt ein offenes e an (es entspricht in etwa dem deutschen ä). Es unterscheidet sich phonetisch klar vom é mit Accent aigu (Lautwert [⁠e⁠], entspricht einem kurz gesprochenen deutschen eh) oder von e, das entweder den Schwa-Laut anzeigt (Lautwert entspricht ungefähr unbetontem deutschen e wie in Kante) oder gar nicht ausgesprochen wird (vor allem am Wortende). Das è wird genauso wie ê mit Accent circonflexe ausgesprochen.

Der accent grave zeigt jedoch nicht die Betonung an, da im Französischen immer nur das Ende eines Wortes oder Syntagmas betont wird. Unbetontes è ist nicht sehr häufig, kommt jedoch in einigen Wörtern vor (z. B. in évènement).

### Andere romanische Sprachen
Auch in anderen romanischen Sprachen tritt der Gravis auf. Im Italienischen zeigt er erstens in manchen Fällen die Betonung des jeweiligen Vokals an, wenn er von der Standardbetonung abweicht, beispielsweise in caffè „Kaffee“ (im Gegensatz hierzu im Französischen café mit Accent Aigu), zweitens markiert er die veränderlichen Vokale /e/ und /o/ als offen ([ɛ] und [ɔ]). Zudem kann er auch zum Ausdruck eines Bedeutungsunterschiedes eingesetzt werden, beispielsweise in den Wörtern è „[er/sie/es] ist“ gegenüber e „und“. Im Katalanischen markiert der Gravis eine Silbe, die abweichend von den generellen Betonungsregeln den Ton trägt: à in „català“ „katalanisch“, „demà“ „morgen“ oder „caràcter“ „Charakter“, è in València oder „francès“ „französisch“. Im Portugiesischen bezeichnet der Gravis die Krasis der Präposition a mit den nachfolgenden Artikeln a und as sowie den Demonstrativpronomina aquele, aqueles, aquela, aquelas und aquilo, also à, às, àquele usw. Phonetisch wird so die offene Aussprache [a] des unbetonten a bezeichnet, das sonst wie [ɐ] lauten würde.

### Keltische Sprachen
Im schottischen Gälisch dient der Gravis der Kennzeichnung der Länge von Vokalen.
Im Walisischen dient er hingegen zur Kennzeichnung der Kürze von Vokalen in Wörtern, in denen sonst eine lange Aussprache erwartet würde, hier kommen auch vokalisch ausgesprochenes Ẁẁ [⁠ʊ⁠] und Ỳỳ [⁠y⁠] oder [⁠ɪ⁠] vor. z. B. mẁg [mʊɡ] „Tasse“ gegenüber mwg [muːɡ] „Rauch“.

### Chinesisch
Für die Lautumschrift der chinesischen Sprache (Hanyu Pinyin) wird der Gravis verwendet, um den vierten Ton (fallend) zu verdeutlichen.

### Informatik
In der Informatik wird das alleinstehende Zeichen fachsprachlich als backtick oder backquote (engl. für „rückwärts geneigtes Hochkomma“ bzw. „einfaches Anführungszeichen“) bezeichnet. Zum Beispiel wird es paarweise zur Klammerung etwa von Bezeichnern (MySQL) oder eingebetteten Kommandozeilenbefehlen (Unix-Shell, Perl usw.) oder als Zeilenfortsetzungszeichen in der Windows PowerShell verwendet. Eine weitere Verwendung ist die als Maskierungszeichen von Sonderzeichen, die nicht als Steuerzeichen, sondern als Text dargestellt werden sollen, beispielsweise in HTML-Dateien, CSV-Dateien, EDIFACT und Registrierungsdateien, oder die Verwendung als Escapezeichen in Befehlssprachen wie ESC/P (Epson) oder PCL (Hewlett-Packard) zur Ansteuerung von Druckern. In JavaScript wird es für template literals (ältere Bezeichnung: template strings) verwendet.

### Doppelgravis
Analog zum Doppelakut (» ̋«) gibt es auch einen Doppelgravis (» ̏«), der unter anderem im Internationalen Phonetischen Alphabet (IPA) verwendet wird.

## Darstellung auf dem Computer

Ein vergrößerter Gravis

### Zeichensätze
Im Zeichensatz ASCII kommt der alleinstehende Gravis ` vor. In den Zeichensätzen der ISO-8859-Familie kommen ausgewählte Zeichen mit Gravis vor, ISO 8859-1 beispielsweise enthält die Zeichen À, à, È, è, Ì, ì, Ò, ò, Ù und ù.
Unicode enthält weitere fertig zusammengesetzte Zeichen mit Gravis. Außerdem kann auf Unicode-Basis jedes beliebige Zeichen mit Gravis durch Nachstellen eines kombinierenden Gravis dargestellt werden. Das einzelne Zeichen hat die Unicode-Bezeichnung GRAVE ACCENT (Nummer U+0060).

### Tastatureingabe
Die oben genannten Zeichen aus ISO 8859-1 lassen sich unter anderem mit der T2-Tastatur einfach erstellen, indem zuerst der Gravis und anschließend der Buchstabe getippt wird. Für den alleinstehenden Gravis muss als zweites die Leertaste getippt werden.

### TeX und LaTeX
TeX und LaTeX können beliebige Zeichen mit Gravis darstellen. Es gibt dazu zwei verschiedene Befehle.
- Im Textmodus für den Textsatz erzeugt \`a ein à.
- Im mathematischen Modus für den Formelsatz erzeugt \grave a die Formel {\displaystyle {\grave {a}}}.